# Parafia śś. Apostołów Piotra i Pawła w Iwacewiczach
Parafia śś. Apostołów Piotra i Pawła w Iwacewiczach – rzymskokatolicka parafia znajdująca się w diecezji pińskiej, w dekanacie prużańskim, na Białorusi.

## Historia
Od 1750 w Iwacewiczach znajdował się kościół filialny parafii w Kosowie Poleskim. W 1866, w ramach represji po powstaniu styczniowym, świątynia została zamieniona na cerkiew prawosławną i jako taka służyła do 1922, gdy została zwrócona katolikom. W latach międzywojennych parafia leżała w diecezji pińskiej, w dekanacie Kosów Poleski. Nosiła wówczas wezwanie Podwyższenia Krzyża Świętego.
Prawdopodobnie 26 czerwca 1942 proboszcz iwacewicki ks. Alojzy Karamucki został aresztowany przez Niemców. Następnie więziony był w Baranowiczach oraz w obozie koncentracyjnym w Kołdyczewie. 13 lipca 1942 został stracony.
Kościół został zniszczony po 1939. W czasach komunizmu parafia nie funkcjonowała.
Parafia odrodziła się w niepodległej Białorusi. W I połowie I dziesięciolecia XXI w. zbudowano kościół, który 14 października 2006 konsekrował arcybiskup mińsko-mohylewski i administrator apostolski diecezji pińskiej kard. Kazimierz Świątek.